# Tysta gatan
| Tysta gatan norrut (till vänster) och söderut. |  | Tysta gatan norrut (till vänster) och söderut. |
| Tysta gatan norrut (till vänster) och söderut. |  |                                                |

Tysta gatan är en 120 meter lång gatstensbelagd gata som löper mellan Karlavägen och Lützengatan på Östermalm i Stockholm. Gatan som kantas av exklusiva mindre hyreshus samt av så kallade townhouses bebyggdes på 1910- och 20-talet. Gatan är genom de högre och utskjutande byggnaderna i båda ändar skärmad genom en avsmalnad infart mot Karlavägen och Lützengatan och har härigenom fått sitt namn.  Infarten mot därutöver Karlavägen är avstängd för genomfartstrafik.

## Historik

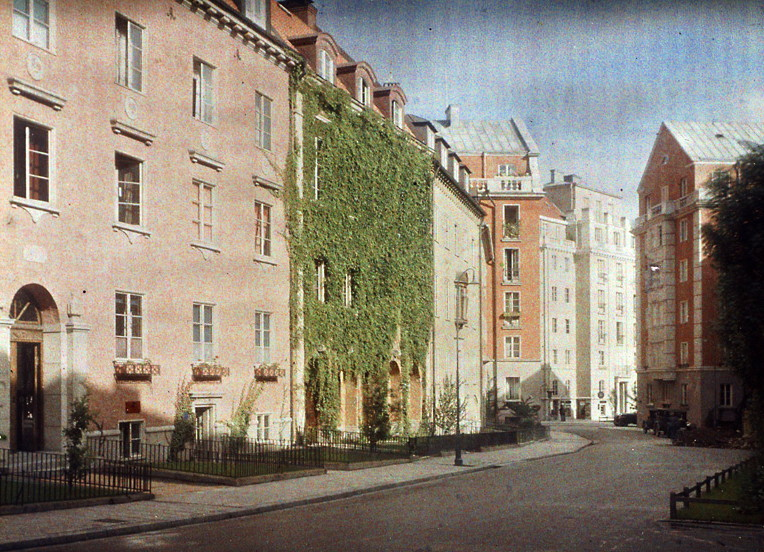
Tysta Gatan norrut från nummer 5, foto: Gustaf W. Cronquist, 1927.

Den ursprungliga stadsplanen som 1911 fastställts för området kring Karlaplan stipulerade stora tomter för sexvåningshus, med stora lägenheter. Första världskriget innebar dock ett avbräck i den tidigare så blomstrande byggkonjunkturen, och intresset för stora byggprojekt svalnade. De obebyggda tomterna kom 1915 att tvinga fram en stadsplaneändring i vilket det stora kvarteret Musketören styckades i två: Musketören och Furiren. Tomterna i kvarteren gjordes små och mellan dem drogs en från Karlavägen avskärmad gata som fick namnet Tysta gatan. Gällande stadsplan upprättades 1940 och vann laga kraft i januari 1943.
De första husen som uppfördes 1917–1919 var enfamiljshus i tre våningar med en mindre lägenhet för gårdskarl eller portvakt. Från staden fanns en förhoppning att hela gatan skulle bebyggas med liknande hus, trots att det inte var fastslaget i stadsplanen. Men bygget drog ut på tiden, och under 1920-talet restes framför allt mindre hyreshus. Stilen blev dock enhetlig och husen försågs med påkostade entréer, trapphus, takmålningar. Bland arkitekterna märks Cyrillus Johansson, Gustaf Adolf Falk, Josef Östlihn och Fredrik Lidvall.
Idag är många av byggnaderna på gatan kontoriserade och endast ett fåtal exklusiva enfamiljshus kvarstår. De är samtliga blåklassade av Stadsmuseet i Stockholm, vilket innebär att de utgör "synnerligen höga kulturhistoriska värden".

## Stadsplaner
| Gällande stadsplaner från 1943 för kvarteret Musketören (till vänster) och Furiren. |  | Gällande stadsplaner från 1943 för kvarteret Musketören (till vänster) och Furiren. |
| Gällande stadsplaner från 1943 för kvarteret Musketören (till vänster) och Furiren. |  |                                                                                     |

## Förteckning över husen längs gatan
| Bild | Fastighet    | Husnummer                       | Byggår    | Byggherre                     | Byggmästare                   | Arkitekt           |
| ---- | ------------ | ------------------------------- | --------- | ----------------------------- | ----------------------------- | ------------------ |
|      | Furiren 7    | Tysta gatan 2 / Karlavägen 99   | 1916–1917 | L.E. Andersson & O. Bergström | L.E. Andersson & O. Bergström | Höög & Morssing    |
|      | Furiren 8    | Tysta gatan 4                   | 1922–1923 | E. Odelberg                   | Adolf Johansson               | Albin Stark        |
|      | Furiren 9    | Tysta gatan 6                   | 1923–1925 | Adolf Johansson               | Adolf Johansson               | Josef Östlihn      |
|      | Furiren 10   | Tysta gatan 8                   | 1923–1925 | Adolf Johansson               | Adolf Johansson               | Josef Östlihn      |
|      | Furiren 11   | Tysta gatan 10                  | 1918–1919 | Per Östberg                   | Sigfrid Larsson               | Gustav Adolf Falk  |
|      | Furiren 12   | Tysta gatan 12                  | 1917–1919 | Oscar Henckel                 | Thure Borg                    | Gustav Adolf Falk  |
|      | Furiren 13   | Tysta gatan 14                  | 1917–1918 | Ernst Holmqvist               | Engelbrekt Olsson             | Gustav Adolf Falk  |
|      | Furiren 14   | Tysta gatan 16                  | 1925–1926 | Ivar Nyqvist                  | Ivar Nyqvist                  | Ivar Nyqvist       |
|      | Furiren 15   | Tysta gatan 18 / Lützengatan 14 | 1926–1927 | Nilsson & Bredberger          | Nilsson & Bredberger          | August Palmér      |
|      | Musketören 6 | Tysta gatan 1 / Karlavägen 97   | 1916–1920 | L.E. Andersson                | L.E. Andersson                | Höög & Morssing    |
|      | Musketören 4 | Tysta gatan 3                   | 1922–1925 | Adolf Johansson               | Adolf Johansson               | Fredrik Lidvall    |
|      | Musketören 4 | Tysta gatan 5                   | 1922–1925 | Adolf Johansson               | Adolf Johansson               | Fredrik Lidvall    |
|      | Musketören 3 | Tysta gatan 7                   | 1918–1919 | Gösta Diedrichs               | Sigfrid Larsson               | Gustaf Adolf Falk  |
|      | Musketören 2 | Tysta gatan 9                   | 1921–1923 | F.G. Larsson                  | F.G. Larsson                  | Cyrillus Johansson |
|      | Musketören 1 | Tysta gatan 11 / Lützengatan 12 | 1923–1925 | Nilsson & Bredberger          | Nilsson & Bredberger          | August Palmér      |